# Новая Королевка
Новая Королевка (каз. Новая Королевка) — упразднённое село в Восточно-Казахстанской области Казахстана. Входило в состав городской администрации Риддера. Входило в состав Пригородного сельского округа. Код КАТО — 632433628. Ликвидировано в 2009 г.

## Население
В 1999 году население села составляло 24 человека (14 мужчин и 10 женщин). По данным переписи 2009 года, в селе проживало 17 человек (11 мужчин и 6 женщин).